# Musica enchiriadis
Musica enchiriadis è un trattato di musica anonimo del IX secolo. Esso è il primo tentativo noto di stabilire una serie di regole per la composizione in polifonia. Per un certo tempo fu attribuito a Hucbald, ma ciò non è più accettato dagli studiosi. Alcuni storici lo attribuiscono ad Oddone di Cluny (879-942).
Questo trattato di teoria musicale, assieme alle note di commento, Scolica enchiriadis, circolò ampiamente in manoscritti del medioevo,  spesso abbinato a De Institutione Musica di  Boezio. È costituito da diciannove capitoli. I primi nove sono dedicati alla notazione, modi e canto piano monofonico.
I capitoli dal 10 al 18 trattano della musica polifonica. L'autore mostra come usare gli intervalli consonanti nel comporre o improvvisare musica polifonica agli inizi del medioevo. Gli intervalli consonanti identificati nel trattato sono quelli di quarta, quinta e ottava, ed in alcuni casi di terza e sesta. Il trattato comprende un certo numero di esempi di organum, nello stile iniziale della polifonia nota-contro-nota. Musica enchiriadis illustra inoltre regole per l'esecuzione della musica ed inserisce, per la prima volta, alcune indicazioni espressive in latino come morosus (triste) o cum celeritate (veloce). L'ultimo capitolo si riferisce alla leggenda di Orfeo.
La scala usata, basata sul sistema dei tetracordi, sembra sia stata creata soltanto per le composizioni inserite nel trattato, piuttosto che un documento dell'uso del tempo. Il trattato utilizza poi un raro esempio di notazione, noto come notazione daseiana. Questa notazione ha un numero di figure ruotate di novanta gradi per rappresentare diverse altezze.
Un'edizione critica del trattato venne pubblicata nel 1981, ed una traduzione in lingua inglese nel 1995.

## Contenuti

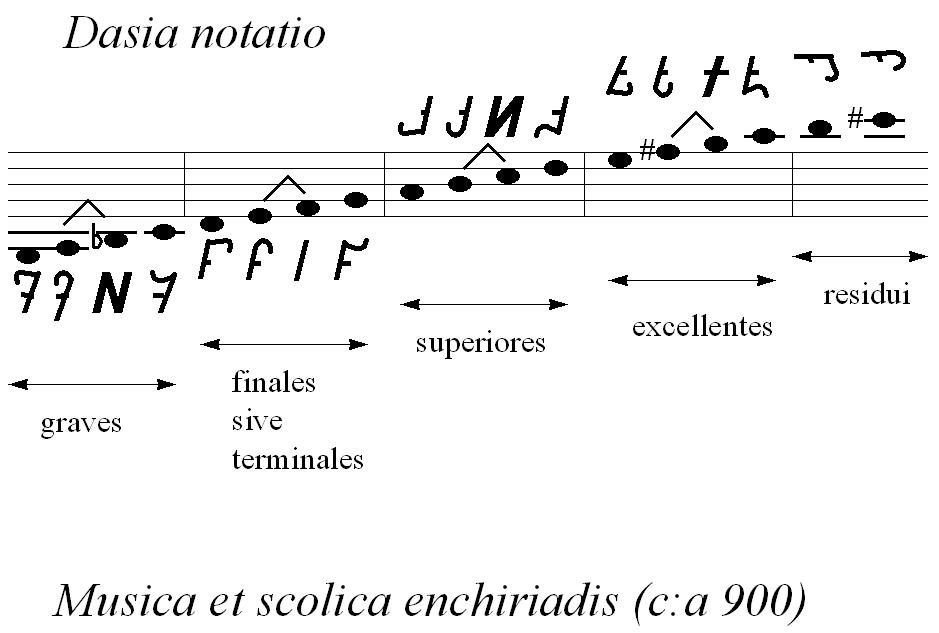
Notazione utilizzata in Musica enchiriadis. La scala comprende quattro tetracordi. I simboli indicanti le note sono ruotati a specchio in funzione dei tetracordi. Sotto una moderna trascrizione delle note.

L'opera è strutturata nei seguenti capitoli:
1. Comincia il manuale di musica
2. I simboli degli phthongi e perché sono diciotto
3. Origine della denominazione del tetracordo dei finales e altri argomenti
4. Esiste un solo tetracordo al di sotto dei finales e due al di sopra
5. Differenza tra i modi autentici e i secondari (plagali)
6. La proprietà dei suoni e quanto distano l’uno dall’altro i suoni della medesima qualità
7. Brevi descrizioni delle proprietà dei suoni a scopo d’esercizio
8. Tutti i modi sono prodotti dalla peculiarità dei quattro suoni
9. Differenza tra phthongi e soni, tra toni e epogdoi. I toni e i modi o tropi e anche le particulae. Diastema e sistema
10. Le consonanze
11. Dalle consonanze semplici se ne compongono altre
12. Ancora sulle medesime consonanze
13. Le proprietà delle consonanze
14. La diafonia in diatessaron raddoppiata e relativa spiegazione
15. Spiegazione della diafonia al diapente raddoppiata
16. Come Boezio riporta la posizione di Tolomeo su questi argomenti
17. L’ordine delle consonanze – consonanza e dissonanza
18. L’organum procede ora verso ambiti più acuti, ora verso ambiti più gravi
19. Gli aspetti più profondi di questa disciplina restano inaccessibili